# Fly All Ways
Fly All Ways is een Surinaamse luchtvaartmaatschappij die haar activiteiten begon op 10 januari 2016. De eerste commerciële vlucht vond plaats op 22 januari 2016 met als bestemming São Luís, de hoofdstad van de staat Maranhão in Brazilië. Op 5 februari 2016 volgde de eerste chartervlucht, naar Barbados, en later in februari 2016 de eerste vluchten naar Willemstad (Curaçao) en Philipsburg (Sint Maarten). In dezelfde maand kreeg ze rechten van Guyana voor lijnvluchten naar Brazilië en het Caribisch gebied. 